# Spálov (Semily)
Spálov je vesnice, část města Semily ve stejnojmenném okrese v Libereckém kraji.

## Historie
První písemná zmínka o vesnici pochází z roku 1543.

### Železniční nehoda
Dne 25. srpna 1990 došlo nedaleko Spálova k tragické železniční nehodě, při které se srazil nákladní a osobní vlak s padesáti cestujícími. Při nehodě zemřelo čtrnáct osob a dalších 32 bylo zraněno. Příčinou nehody byla chybná komunikace dvou výpravčích, kteří byli označeni za viníky a odsouzeni k trestům odnětí svobody.

## Obyvatelstvo
| Rok            | 1869 | 1880 | 1890 | 1900 | 1910 | 1921 | 1930 | 1950 | 1961 | 1970 | 1980 | 1991 | 2001 | 2011 | 2021 |
| -------------- | ---- | ---- | ---- | ---- | ---- | ---- | ---- | ---- | ---- | ---- | ---- | ---- | ---- | ---- | ---- |
| Počet obyvatel | 297  | 293  | 298  | 264  | 230  | 224  | 242  | 185  | 142  | 116  | 97   | 98   | 102  | 79   | 81   |
| Počet domů     | 43   | 46   | 47   | 49   | 47   | 49   | 52   | 57   | 41   | 41   | 32   | 48   | 50   | 53   | 51   |

## Obecní správa
Při sčítání lidu v letech 1850–1933 Spálov byl osadou obce Bítouchov v okrese Semily.
V letech 1934–1963 byl samostatnou obcí. Od roku 1964 je částí města Semily.

## Doprava
Do Spálova jezdí v pracovní dny několik párů autobusů ze Semil. Četnější spojení je ze železniční zastávky Spálov na trati Železný Brod – Tanvald, ta však leží v kilometr vzdáleném hlubokém údolí u soutoku Jizery a Kamenice.

## Pamětihodnosti
- malá kaple
- Lípa na Spálově, památný strom u čp. 33 na jižním okraji vesnice (50°37′58,4″ s. š., 15°18′33,1″ v. d.)
- Pomník obětem železničního neštěstí
- Malá vodní elektrárna Spálov
- Silniční mosty u Spálova

## Galerie

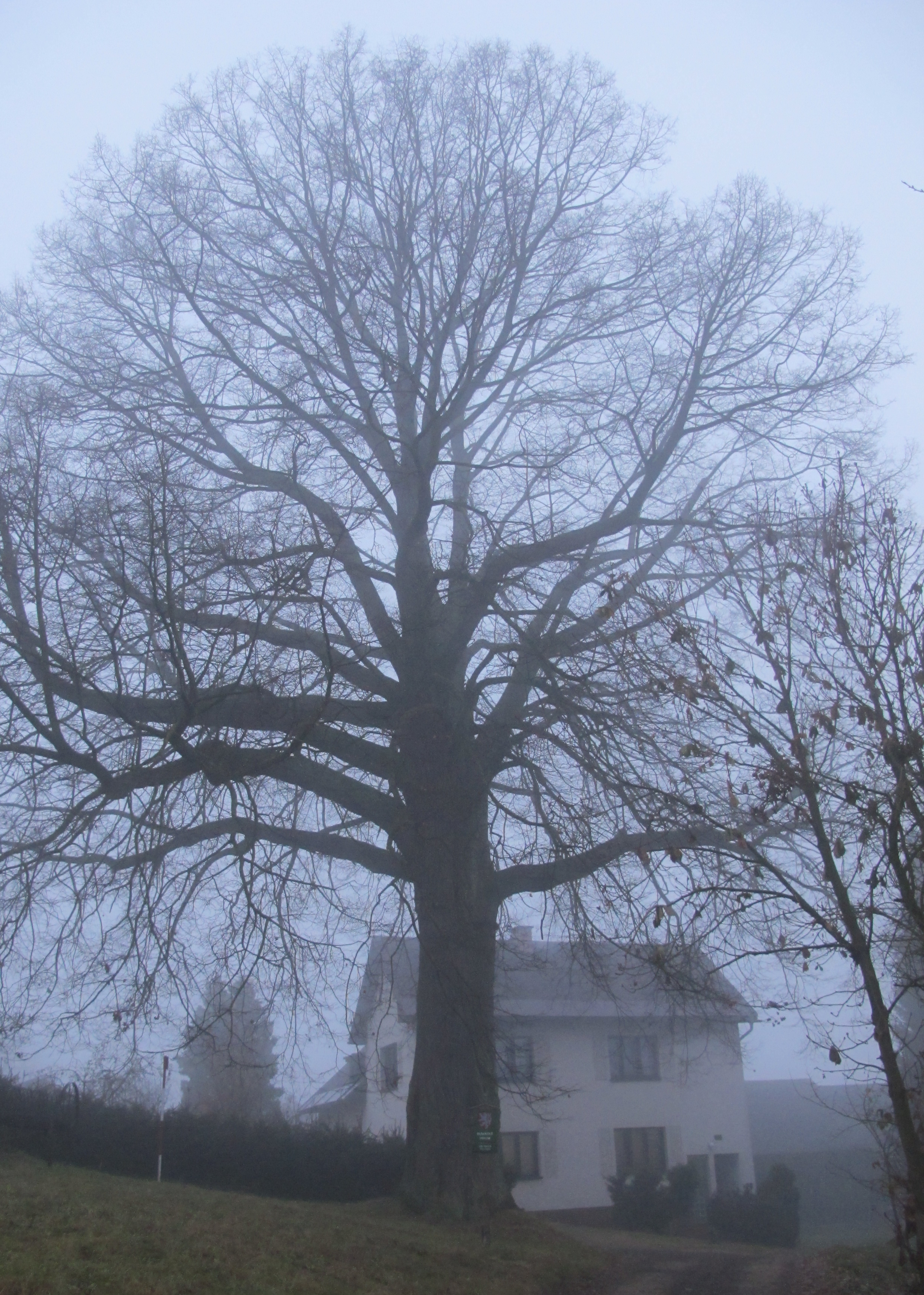
Lípa na Spálově (listopad 2011)
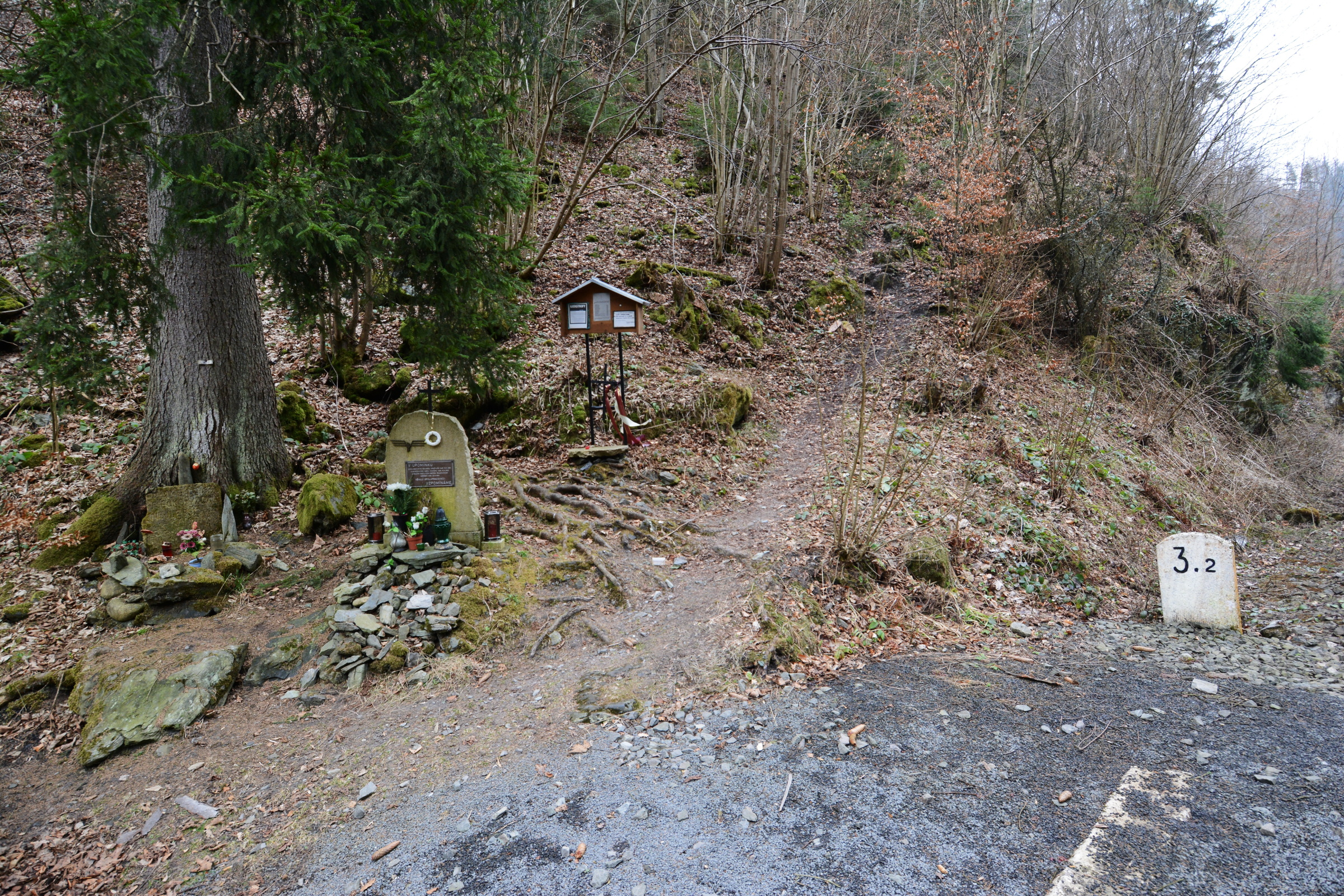
Pomník obětem železničního neštěstí
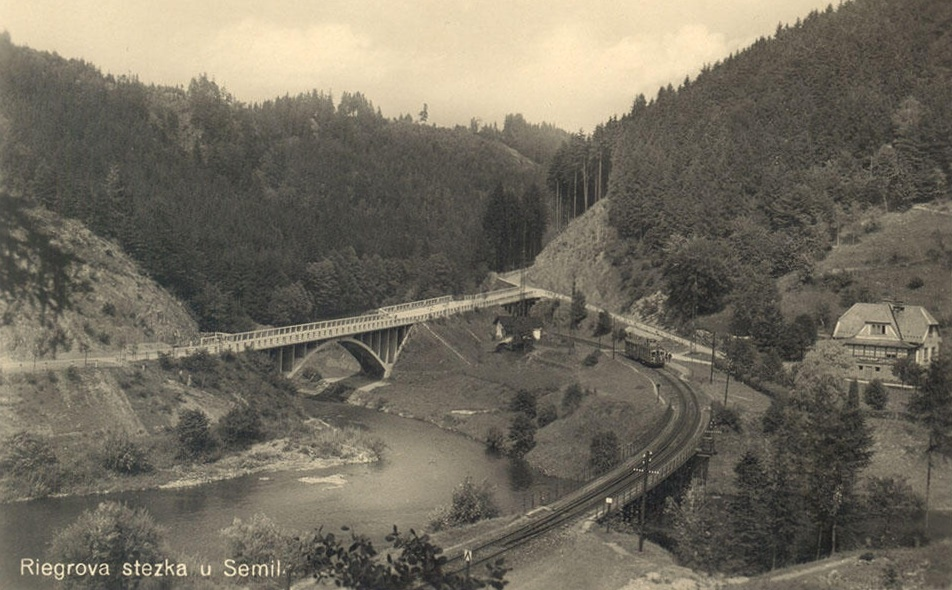
Silniční mosty u Spálova